# Episodi di Murder Call (seconda stagione)
La seconda stagione della serie televisiva Murder Call è stata trasmessa in anteprima in Australia dalla Nine Network tra il 7 luglio 1998 e il 24 novembre 1998.
| nº | Titolo originale        | Titolo italiano            | Prima TV Australia | Prima TV Italia |
| -- | ----------------------- | -------------------------- | ------------------ | --------------- |
| 1  | Dared to Death          | Imprevisto mortale         | 7 luglio 1998      |                 |
| 2  | Many Unhappy Returns    | Intrigo di famiglia        | 14 luglio 1998     |                 |
| 3  | Skin Deep               | Fascino mortale            | 21 luglio 1998     |                 |
| 4  | Fatal Charm             | Il tatuaggio               | 28 luglio 1998     |                 |
| 5  | Short Circuit           | La morte corre sul filo    | 4 agosto 1998      |                 |
| 6  | Cold Comfort            | Omicidio all'obitorio      | 11 agosto 1998     |                 |
| 7  | Murder in Reverse       | Ricordi drammatici         | 18 agosto 1998     |                 |
| 8  | More Than Meets the Eye | Corpo non identificato     | 25 agosto 1998     |                 |
| 9  | Deadfall                | Caduta mortale             | 9 settembre 1998   |                 |
| 10 | Deadline (Part 1)       | Una filastrocca per morire | 22 settembre 1998  |                 |
| 11 | Deadline (Part 2)       | Il poeta della morte       | 22 settembre 1998  |                 |
| 12 | Something Fishy         | Matrimoni misti            | 29 settembre 1998  |                 |
| 13 | A Dress to Die For      | Un abito bello da morire   | 6 ottobre 1998     |                 |
| 14 | Menu for Murder         | Critica avvelenata         | 13 ottobre 1998    |                 |
| 15 | Cry Wolf                | Falsi allarmi              | 20 ottobre 1998    |                 |
| 16 | A View to a Kill        | Giochi mortali             | 27 ottobre 1998    |                 |
| 17 | Blowing the Whistle     | Una promettente carriera   | 3 novembre 1998    |                 |
| 18 | Instrument of Death     | Note insanguinate          | 10 novembre 1998   |                 |
| 19 | Bone Dead               | Fossili umani              | 17 novembre 1998   |                 |
| 20 | Mix 'n' Match           | La tavola dell'assassino   | 24 novembre 1998   |                 |